# یالتا

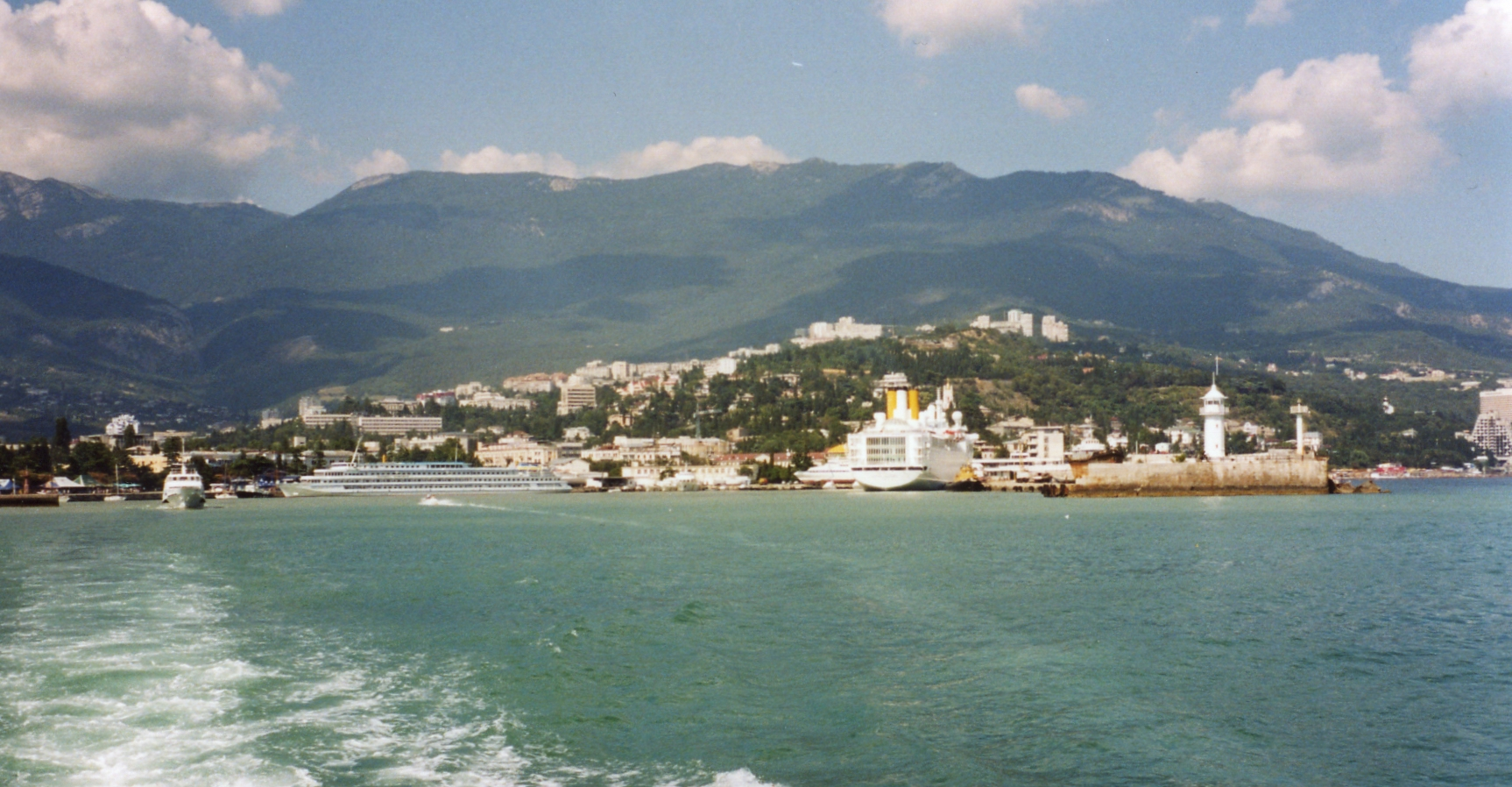
دورنمای شهر یالتا از کرانه دریای سیاه

یالتا (به اوکراینی: Ялта، به تاتاری کریمه: Yalta) یکی از شهرهای کریمه در جنوب اوکراین است که بر کرانهٔ دریای سیاه جای دارد. یالتا بر کنار خلیجی کوچک و کم‌عمق رو به دریای سیاه جای دارد و توسط کوه‌های پردرخت در برگرفته شده‌است. آب و هوای گرم مدیترانه‌ای و مجاورت با تاکستان‌ها و باغستان‌های زیاد، بستر مناسبی برای گذراندن تعطیلات به ویژه زمستانی پدیدآورده‌است.
در دوره‌ای «یالتای بزرگ» به بخشی از کرانه کریمهٔ جنوبی میان فوروس در غرب به سوی گورزوف در شرق و شامل شهر یالتا و شهرهای چندگانه مهاجرنشین مجاور گفته می‌شد.

## جمعیت‌شناسی
بر اساس آمار سال ۲۰۰۱، جمعیت یالتا برابر با ۸۰٬۵۰۰ نفر بوده‌است. بر اساس همین آمار، ۶۸٫۳٪ جمعیت این شهر را روسها، ۲۵٫۷٪ اوکراینی‌ها، ۲٫۱٪ بلاروسیها، ۰٫۸٪ یهودیان، ۰٫۱٪ تاتارهای کریمه‌ای و بسیاری از اقلیت‌های نژادی دیگر تشکیل داده‌اند. این آمار شامل روستاها و شهرهای کوچک مجاور نیست. جمعیت یالتا با حومه در حدود ۱۲۵٬۰۰۰ نفر است.

## پیشینه
این شهر بر محلی از یک مهاجرنشین یونان باستان که گفته می‌شود توسط دریانوردان یونانی که در جستجوی ساحلی امن بوده‌اند، بنا شده‌است.
در این شهر کنفرانس یالتا از ۴ تا ۱۱ نوامبر سال ۱۹۴۵ بین سه قدرت نیروهای متفقین یعنی شوروی، ایالات متحده و بریتانیا و با شرکت فرانکلین دلانو روزولت، ژوزف استالین و وینستون چرچیل در اواخر جنگ جهانی دوم برگزار و پیمان معروف یالتا بسته شد.